# Innakhori
Innakhori (literalment 'nou pobles') és un municipi al sud-oest de l'illa grega de Creta, a la prefectura de Khanià. El cap del municipi és el poble d'Elos, situat a 560 m d'altura a uns 57 km de Canea i 23 km de Kastelli, amb una població d'uns 300 habitants. El travessa el riu Xeropotamos, antigament Pleistos, que s'asseca a l'estiu. El municipi inclou la coneguda illeta d'Elafonissi i el Monestir de la Mare de Déu de l'Escala Daurada.